# Brownsburg
Brownsburg és una població dels Estats Units a l'estat d'Indiana. Segons el cens del 2000 tenia 14.520 habitants.

## Demografia
Segons el cens del 2000, Brownsburg tenia 14.520 habitants, 5.366 habitatges, i 40.450 famílies. La densitat de població era de 765,9 habitants per km².
Dels 5.366 habitatges en un 41,8% hi vivien nens de menys de 18 anys, en un 64% hi vivien parelles casades, en un 8,6% dones solteres, i en un 24,6% no eren unitats familiars. En el 20,8% dels habitatges hi vivien persones soles el 8,2% de les quals corresponia a persones de 65 anys o més que vivien soles. El nombre mitjà de persones vivint en cada habitatge era de 2,65 i el nombre mitjà de persones que vivien en cada família era de 3,1.
Per edats la població es repartia de la següent manera: un 29,2% tenia menys de 18 anys, un 6,8% entre 18 i 24, un 34,5% entre 25 i 44, un 17,9% de 45 a 60 i un 11,7% 65 anys o més.
L'edat mediana era de 33 anys. Per cada 100 dones de 18 o més anys hi havia 89 homes.
La renda mediana per habitatge era de 53.629 $ i la renda mediana per família de 63.245 $. Els homes tenien una renda mediana de 46.240 $ mentre que les dones 28.685 $. La renda per capita de la població era de 23.196 $. Entorn de l'1,5% de les famílies i el 2,3% de la població estaven per davall del llindar de pobresa.

## Poblacions més properes
El següent diagrama mostra les poblacions més properes.